# 代州城址
代州城址，位于山西省忻州市代县上馆镇，已列为忻州市文物保护单位。

## 历史
代州城始建于西汉。北魏孝明帝时，雁门郡和广武县治所自广武古城(今阳明堡古城村)迁移至上馆城，即代州城址现址。北周大象元年(579年)，肆州治所也由九原移至上馆城，此处遂成为州、郡、县三级治所。
上馆城为兵家必争之地，多次经受战火毁损复建。南宋嘉定十一年（1218年）元兵南下，上馆城被毁。明洪武六年（1373年），吉安候陆亨重建了目前的城垣。在20世纪，由于战争和政治运动的破坏，城垣大部分被拆毁，只有西城门较为完整，保存的西城墙的城砖也被扒掉，只留下夯筑的土墙，也是毁损严重，残缺不全。

## 建筑
代州城高约12米，周长4310米。东南西北开四门，命名为熙和门、迎薰门、康阜门、镇朔门，分别悬匾“屏蕃畿甸”、“滹沱带绕”、“车辅晋阳”、“广武云屯”。

## 保护
1984年，代州城址公布为第一批代县文物保护单位。2007年6月6日，代州城址公布为忻州市文物保护单位。陆续复建了西门城楼和西北城角楼。2013年4月，代县投资6200万元，启动西城门瓮城和1.2公里长的西城墙修复工程，修补毁损墙体，重砌外包城砖。2014年完成。